# 독재

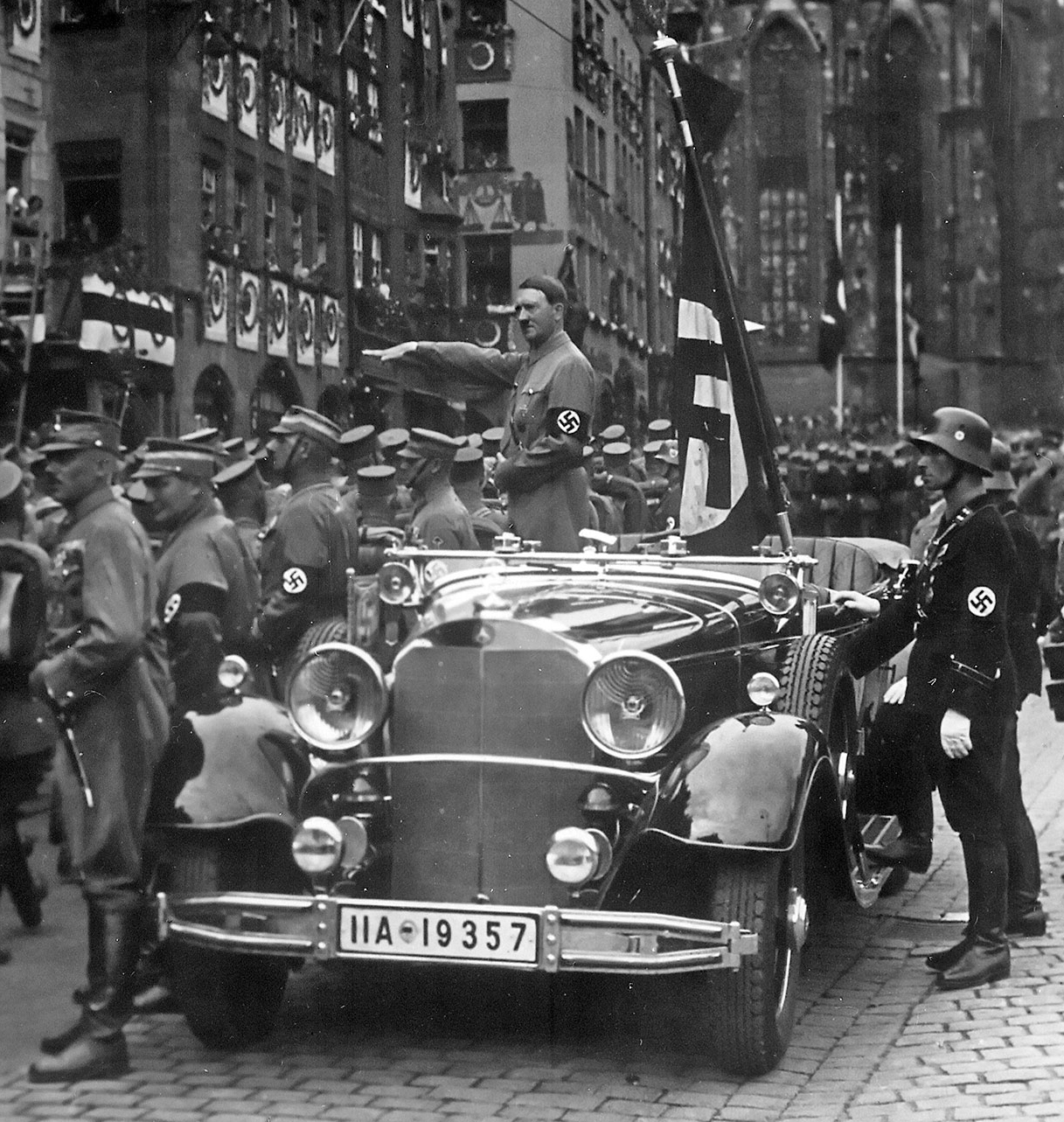
대표적인 독재자로 불리는 나치 독일의 아돌프 히틀러

독재(獨裁, 영어: Dictatorship 딕테이터쉽[*]) 또는 독재정(獨裁政)은 하나 또는 소수가 하는 정치적 상태를 말한다. 독재의 뜻은 "홀로(獨) 재단(裁)한다"는 뜻으로서 "개인, 또는 일정한 집단"(獨)이 마음대로 가위질하듯 지배한다는 뜻이 담겨 있다. 독재 정치는 개인이 시행하는 개인독재, 군대와 군인들이 시행하는 군사독재, 당을 탈취하는 일당독재, 민간인이 행하는 문민독재, 그리고 민중 등 계급이 행하는 프롤레타리아 독재(계급독재), 다수가 행하는 대중독재가 있다. 또한 국민의 지지를 얻지 못하는 독재, 국민 다수에 의한 독재 그리고 국민 대중의 지지를 받는 독재로 나뉠 수 있다.

## 독재의 특징

### 전제정치와의 차이
인민투표 등 무엇인가의 형태로서 대중의 지지에 기초를 둔 지배라는 점에서 전제 정치와 구별된다. 일반적인 예로서는 프랑스 대혁명 직후의 자코뱅당의 독재와 무솔리니와 스탈린, 김정은과 히틀러의 독재 등이 있다. 또한 마오쩌둥의 홍위병 역시 대중의 지지와 자발적인 참여에 의한 것이었다.

### 마르크스-레닌주의에서의 규정
그러나 마르크스-레닌주의에서는 개인의 독재가 아니라 계급의 독재를 말하며 '직접 폭력에 입각하여 아무런 법률의 구속을 받지 않는 권력'(레닌)이라고 규정하고 있다.
저명한 마르크스주의 역사학자인 에릭 홉스봄은 《폭력의 시대》에서 독재의 특징을 국민들은 무능하고 어리석기 때문에 영도자의 지도가 있어야 한다는 엘리트주의적인 편견을 거름으로 하여 자라는 것이라고 해석하여, 민주주의가 굳게 뿌리내릴 때에 독재를 막을 수 있다고 말한다.

## 기원
기원전 502년부터 시작된 로마 공화정에서 딕타토르(독재관)는 국가 위기 상황에 대처하기 위해 원로원에게서 강력한 권한을 위임받는 임시직이었다. 시간이 흐름에 따라 독재관은 사실상 폐지되었고 복수제인 집정관과 호민관의 권한이 강해졌다. 그러나 기원전 82년 술라는 독재관을 부활시켰고, 기원전 44년 카이사르는 종신독재관(딕타토르 페르페투아)이 되어 사실상 전제군주와 같은 강력한 권한을 누리게 되었으며 이러한 권력의 집중은 결국 기원전 1세기부터 카이사르, 옥타비아누스 등의 등장으로 결국 공화정의 붕괴를 가져왔다.
초기의 독재는 한사람 중심의 1인독재였으나 점차 사상, 이념 등을 중심으로 한 소규모의 그룹에 의한 군사 독재, 문민 독재, 그리고 다수의 국민들에 의한 대중 독재 등이 등장하였다. 19세기부터는 카를 마르크스, 프리드리히 엥겔스 등에 의해 프롤레타리아 독재라는 개념도 등장하였다.

## 종류
- 1인 독재

단 한 사람에게 모든 권력을 집중하는 독재 형태이다. 율리우스 카이사르 치하의 로마가 대표적이다. 나치 독일의 나치즘이나 이탈리아의 파시즘의 경우 일당독재이면서 동시에 단 한 명의 총통에게 모든 권한을 집중시켰다는 점에서 일인 독재이기도 하다. 조선민주주의인민공화국의 경우는 둘 다 해당된다. 중화인민공화국도 사실상 1인 독재 국가라고 할 수 있다.
- 과두정

소수의 사람들이 권력을 분할하여 독재를 행하는 경우 과두정이라 한다. 고대 로마의 율리우스 카이사르, 폼페이우스, 크라수스의 삼두정이 대표적이다. 에스와티니는 두 사람이 권력을 공유하기 때문에 현대적인 예시라고 할 수 있다.
- 1당 독재

단 하나의 정당만을 인정하는 정치 형태를 일당 독재라 한다. 공산주의 국가에서 더 일반적이다. 앞서 예를 든 나치 치하의 나치 독일이나 파시스트 치하의 이탈리아, 공산당 치하의 옛 소비에트 연방, 캄푸치아 공산당 치하의 옛 민주 캄푸치아, 중화인민공화국, 베트남, 라오스, 캄보디아, 쿠바, 조선민주주의인민공화국등이 일당 독재 국가라 할 수 있다.
- 군부 독재

2차 세계대전 이후 식민지 상태에서 해방된 신생독립국들은 민주주의의 정착과정에서 군부에 의한 쿠데타와 이로 인한 독재 정권이 수립되는 경우가 많았다. 이처럼 군부의 쿠데타로 인한 독재 즉, 군대의 힘으로 국민들을 억압하는 정치를 흔히 군부 독재, 또는 군사 독재라 한다. 이들 정권의 절대다수가 자신들의 정당성을 산업의 성장 및 경제  개발을 통한 국가의 발전으로 역설하였기에 개발 독재(개발주의적 독재)라고도 한다. 아르헨티나의 비델라 정권과 갈티에리 정권, 칠레의 피노체트 정권, 파라과이의 스트로에스네르 정권, 에스파냐의 프랑코 정권, 인도네시아의 수하르토 정권, 우간다의 아민 정권, 대한민국의 박정희 정권 그리고 전두환 정권 등이 군부 독재로 분류된다. 이러한 군부 독재가 이루어지기 위한 조건으로 해당 국가의 병역은 군인 개개인의 의지에 따라 전역하는 것이 불가능한 징병제여야 한다는 주장이 있다. 이러한 주장은 모병제를 시행하는 국가에서 군사반란을 시도하다가는 군인들이 대거 전역하는 사태가 발생하기 때문에 군사반란을 통한 군부 독재를 실시하기 위해서는 병역은 징병제여야 한다는 이론에 근거한다. 역사적으로는 이러한 이론에 많은 예외가 존재한다.
- 문민 독재

2차 세계대전 이후 식민지 상태에서 해방된 신생독립국들은 민주주의의 정착과정에서 권위주의 통치스타일로 인한 독재 정권이 수립되는 경우도 있었다. 싱가포르의 리콴유·대한민국의 이승만·필리핀의 마르코스가 대표적인 사례이다. 그 중 이승만과 마르코스는 선거에 의해 집권하여 집권의 정당성은 확보했다고는 하나, 재직 중 사실상 독재자의 위치로 흘러갔고, 결국 이들 모두 4.19 혁명과 피플 파워 혁명 등 시민혁명으로 무너졌다.
- 왕실 독재

이러한 유형의 독재는 문제의 독재자가 군주제의 군주이기도 한 권위주의 정부의 한 형태이며 절대 군주제에서 더 흔하다. 그 예로는 사우디 아라비아, 오만, 브루나이, 일본 제국, 프랑스 제1제국, 에스와티니의 제국 등이 있다.
- 개발 독재(Developmental Dictatorship)

## 대중독재
2002년 한양대 사학과 교수 임지현이 고안한 용어로 '대중들이 지지하고 동의를 하는 독재정치형태'를 의미한다.
근대 독재는 폭력과 억압이라는 악마적 이미지로 단조롭게 채색돼왔으나, 실제로 그것은 위로부터의 강제적 동원이 아닌 아래로부터의 자발적인 동원의 체제를 구축했다. 이로부터 20세기의 독재가 강제와 폭력이라는 피상적 이미지에도 불구하고 체제에 대한 대중의 동의를 광범위하게 향유했다는 점에서 “대중독재”라는 새로운 개념이 제안되었다.

## 프롤레타리아 독재
프롤레타리아 독재 또는 무산계급 독재는 실제 정치의 형태를 가리키는 것이 아니라 마르크스가 자본주의의 정치를 비판하면서 내세운 정치 이념이다. 마르크스는 자본주의의 정부가 민주주의를 표방한다고 할지라도 결과적으로 부르조아 즉 유산계급의 이익만을 대변하는 '부르주아 독재'에 불과하다고 비판하면서 부르주아에게서 권력을 빼앗는 프롤레타리아 혁명을 통해 자본주의를 전복하여야 한다고 주장하였다. 그러한 주장에 따르면 혁명 이후의 권력은 결과적으로 부르조아를 권력에서 배제하게 되므로 부르조아 독재에 대비하여 프롤레타리아 독재를 주창하였다.
그러나 레닌과 볼셰비키의 소비에트 혁명 이후 역사상에 실제로 등장한 현실 공산주의 국가는 마르크스의 개념과는 다르게 공산당에게 권력이 독점되는 일당 독재 체제로 운영되었으며, 냉전이 한창이던 20세기 중반에 이르러서는 스탈린이나 마오쩌둥과 같은 한 명에게 권력이 집중되는 일인 독재가 되기도 하였다.

## 같이 보기
- 민주주의
- 공산주의
- 철권통치자
- 권위주의
- 전체주의
- 파시즘
- 주체 사상
- 인터넷 검열
- 아시아적 가치 - 아시아 각국의 독재정을 옹호한다는 비판의 견해가 있다.